# Lougres
Lougres – miejscowość i gmina we Francji, w regionie Burgundia-Franche-Comté, w departamencie Doubs.
Według danych na rok 2010 gminę zamieszkiwały 773 osoby, a gęstość zaludnienia wynosiła 129 osób/km².